# District de Tân Lạc
Tân Lạc est un district de la province de Hòa Bình dans la région du Nord-ouest au Viet Nam .

## Géographie
Le district de Tân Lạc a une superficie de 523 km2. 
La capitale du district est Mãn Đức.